# Ралука Туркан
Ралука Туркан (на румънски: Raluca Turcan) е румънска политичка, заместник-председателка на Националната либерална партия, като от 2016 до 2017 г. е временно изпълняваща длъжността председател на партията. Министър на културата на Румъния в правителството на Марчел Чолаку (от 15 юни 2023 г.). Била е министър на труда и социалната защита на Румъния (2020 – 2021) и вицепремиер (2019 – 2020). От 2004 г. тя е член на Камарата на депутатите на Румъния, излъчена от избирателен окръг Сибиу. Освен родния си език владее също английски, френски и руски език.

## Биография
Родена е на 2 април 1976 г. в град Ботошани, Социалистическа република Румъния. През 1999 г. завършва факултета по международни икономически отношения на Букурещката академия за икономически изследвания. През 1999 г. получава магистърска степен по комуникации и връзки с обществеността от Факултета по политически науки на Националното училище по политически науки и публична администрация в Букурещ. От 1996 до 1999 г. учи и в Държавения институт по руски език „Александър Пушкин“ в Москва, където получава диплома по бизнес на руски език. През април 2011 г. тя завършва курсове за напреднали в областта на националната сигурност и отбраната в Националния колеж по отбрана на Националния университет по отбрана „Карол I“.
От 1999 до 2000 г. тя работи като консултант по връзки с обществеността за компания Tofan Grup SA (канадско-румънски доставчик на автомобилни гуми). От 2000 до 2004 г. е парламентарен експерт в Сената на Румъния. От 2001 до 2006 г. преподава в Университета на Трансилвания и Румънско-германския университет в Сибиу.
През 2000 г. тя става съветник на председателя на Националната либерална партия, който през 2002 – 2004 г. е Теодор Столожан. На парламентарните избори от 28 ноември 2004 г. тя е избрана за член на Камарата на депутатите на Румъния от избирателен окръг Сибиу. След избирането ѝ тя влиза в ръководството на партията. Тя публично критикува Кълин Попеску-Търичану (председател на партията от 2004 до 2009 г. и министър-председател от 2004 до 2008 г.), за което е изключена от партията през септември 2006 г. През декември 2006 г. Либерално-демократическата партия, ръководена от Теодор Столожан, се отделя от Националната либерална партия и през март 2007 г. Ралука Туркан става неин заместник-председател. На 15 декември 2007 г. Либерално-демократическата партия и Демократическата партия се сливат и образуват Демократическа либерална партия, като Ралука Туркан е заместник-председател до май 2011 г. и юни 2012 г. На 26 юли 2014 г. Демократическата либерална партия и Национално либералната партия се сливат и Ралука Туркан става заместник-председател. След загубата на парламентарните избори през 2016 г., на които партията получи по-малко от 20% от гласовете, председателят на партията Алина Горгиу подава оставка и Ралука Туркан става временен председател, до избирането на Лудовик Орбан за председател през юни 2016 г. Като един от опозиционните лидери тя участва в масови протести срещу правителството на Сорин Гриндяну в началото на 2017 г. През юни 2017 г. тя става заместник-председател на партията.
От февруари 2005 до септември 2006 г. и от 2008 до 2012 г. е председателка на Комисията по култура, изкуство и медии към Камарата на депутатите. От септември до декември 2016 г. е заместник-председателка на Камарата на депутатите на Румъния. През 2016 г. става председател на парламентарната група на Националлибералната партия. След като председателят на румънската Камара на депутатите Ливиу Драгня е осъден на три години и половина затвор през май 2019 г., тя се кандидатира за този пост, като получава 100 гласа от депутатите и губи от Марсел Чолак, който получава 172 гласа. Още 20 гласа получи Хунор Келемен, председател на Демократичния съюз на унгарците в Румъния.
Тя получи позицията на вицепремиер в правителството на Лудовик Орбан, чийто състав е одобрен от румънския парламент на 4 ноември 2019 г. На 23 декември 2020 г. тя е назначена за министър на труда и социалната закрила на Румъния в следващото правителство на Флорин Къцу, в което е единствената жена. Правителството подава оставка на 25 ноември 2021 г.
На 15 юни 2023 г. е назначена за министър на културата на Румъния в правителството, ръководено от премиера Марчел Чолаку.